# Perfeccionismo
O perfeccionismo é definido como o estabelecimento de altos padrões de desempenho, que são acompanhados por avaliações muito críticas e por uma busca constante em evitar falhas e erros. Trata-se de uma predisposição de nossa personalidade, ou seja, tende a ser estável e permanecer ao longo da vida. O perfeccionismo possui características adaptativas e desadaptativas, podendo se associar tanto a desfechos positivos (como alcançar bons resultados na vida) quando a desfechos negativos (está associado à diversas psicopatologias, como transtornos depressivos, ansiosos, ideação suicida, transtornos de personalidade, entre outros).

## História
O estudo do perfeccionismo se intensificou a partir dos anos de 1990, quando dois grupos de pesquisadores desenvolveram duas escalas de avaliação do perfeccionismo. Essas escalas foram traduzidas e adaptadas para diferentes culturas e sustentaram as primeiras pesquisas empíricas dessa característica. A primeira escala, Multidimensional Perfectionism Scale de Hewitt & Flett (MPS-H&F), é composta por três dimensões (ou seja, três formas do perfeccionismo): Perfeccionismo Auto-Orientado (diz sobre o estabelecimento pessoal de padrões de desempenho elevados), Perfeccionismo Socialmente Prescrito (refere-se à percepção de que as outras pessoas estabelecem padrões elevados para o eu) e o Perfeccionismo Orientado ao Outro (trata-se do estabelecimento de altos padrões voltados para as outras pessoas). A segunda escala, Multidimensional Perfectionism Scale de Frost (MPS-F) é composta por seis dimensões: Críticas parentais (acreditar que os pais são críticos), Expectativas Parentais (acreditar que os pais estabelecem padrões elevados de desempenho), Ordem (preferência por organização), Preocupação com Erros (pensar constantemente em falhas e erros) Dúvidas sobre Ações (duvidar da capacidade pessoal de conseguir sucesso ao executar planos e tarefas) e Padrões Pessoais (estabelecimento de padrões de desempenhos elevados voltados para si). Posteriormente, foi desenvolvida a Almost Perfect Scale-Revised de Slaney (APS-R), que também foi primordial para o desenvolvimento das atuais pesquisas sobre o perfeccionismo. Essa escala é composta por três dimensões: Ordem, Discrepância e Padrões.

## Pesquisas atuais
As pesquisas atuais em psicologia identificaram dois grandes fatores do perfeccionismo, que explicam a covariância entre as dimensões das escalas propostas. Esses dois grandes fatores são chamados Preocupações Perfeccionistas (PP) e Esforços Perfeccionistas (EP). as Preocupações Perfeccionistas possuem uma associação principalmente com desfechos negativos, tais como todos os transtornos de personalidade, transtornos alimentares, transtornos depressivos, ansiosos, ideação suicida e síndrome de burnout, envolve pensamentos ruminativos e repetitivos, principalmente de caráter intrusivo. A PP possui correlação com o Neuroticismo, que é uma característica da nossa personalidade que compõe os Cinco Grandes Fatores da Personalidade. Já os Esforços Perfeccionistas se associa tanto com desfechos negativos e positivos.